# 寇紹恩
寇紹恩（英語：Andrew Kou；1957年8月19日—），台灣電視節目主持人、基督教牧師，台灣台北市人，籍貫福建福州，臺北市立成功高級中學、輔仁大學中國文學系81級畢業，是基督之家（The Home of Christ）創辦人寇世遠四子、台北基督之家長老寇紹捷之弟，曾任華視新聞主播，曾任台北基督之家主任牧師。

## 經歷
1983年11月，中視綜藝節目《歡樂假期》製作單位百是傳播從三百七十多位應徵者中選定寇紹恩擔任《歡樂假期》的新型態〈來電大競賽〉的男主持人，這是寇紹恩首次主持電視節目。1986年1月5日，中視綜藝節目《六燈獎》改為一男一女主持，寇紹恩與張淑娟並任《六燈獎》第6代主持人。
1991年6月寇紹恩任職台北基督之家牧師，2002年5月19日至2007年3月2日任職國度復興傳播基金會《國度復興報》（Kingdom Revival Times）首任社長，另曾任好消息衛星電視台節目總監、中華基督教今日傳媒發展協會《基督教今日報》專欄作家等職。2015年12月15日，寇紹恩被證實罹患癌症；經一年完整的治療和休養，2017年1月1日回到台北基督之家繼續牧養。
寇紹恩與其妻張琪玫育有二子女寇乃迪與寇乃寧。藝人寇乃馨為其姪女。

## 曾主持或主播過的節目
| 年份                         | 頻道             | 節目                             | 備註                                                                                   |
|                              | 華視             | 晨間新聞節目《早安今天》         | 與靳秀麗主持                                                                           |
| 1983年11月－？               | 中視             | 綜藝節目《歡樂假期》             | 與張淑娟主持                                                                           |
|                              | 中視、台視輪播   | 公共電視節目《生活與科技》       | 中視播出期間：1984年11月26日－1985年2月11日；台視播出期間：1985年2月25日－1985年11月18日 |
| 1985年1月28日－1985年4月29日 | 中視             | 歌唱競賽節目《大擂台》           |                                                                                        |
| 1986年1月5日－1988年2月13日  | 中視             | 綜藝節目《六燈獎》               |                                                                                        |
| 主持期間不詳                 | 中視             | 公共服務節目《愛心》             |                                                                                        |
| 主持期間不詳                 | 台視             | 社教節目《大學城》               | 與楊海薇主持                                                                           |
| 2003年                       | 好消息衛星電視台 | 宗教節目《好消息時間》           |                                                                                        |
|                              | 好消息衛星電視台 | 宗教節目《真情部落格－寇住真情》 |                                                                                        |
|                              | 好消息衛星電視台 | 宗教節目《天堂在我家》           | 與張琪玫主持                                                                           |
|                              | 好消息衛星電視台 | 宗教節目《真情之夜》             |                                                                                        |
| 2013年                       | 天聲傳播協會     | 網路宗教節目《恩典365》          |                                                                                        |
| 2020年                       | 天聲傳播協會     | 網路宗教節目《祝福247》          |                                                                                        |

## 著作
| 年份   | 書名                 | 出版社       | ISBN                   |
| 2015年 | 《一條沒有走過的路》 | 天聲傳播協會 | ISBN 978-957-98-2892-5 |
| 2015年 | 《就是愛不一樣》     | 天聲傳播協會 | ISBN 978-957-98-2896-3 |
| 2016年 | 《不一樣的幸福》     | 天聲傳播協會 | ISBN 978-957-98-2897-0 |

## 外部連結
- 寇紹恩官方的Facebook專頁 （页面存档备份，存于）
- 寇張琪玫官方的Facebook專頁[永久]
- 台北基督之家 （页面存档备份，存于）
  - 台北基督之家的Facebook專頁
  - 台北基督之家的Instagram帳戶
  - YouTube上的財團法人基督之家頻道
- 財團法人天聲傳播協會（页面存档备份，存于）
  - 恩典365 - 天聲的Facebook專頁
  - YouTube上的恩典365 - 天聲頻道